# 専修大学本源氏物語系図
専修大学本源氏物語系図（せんしゅうだいがくほんげんじものがたりけいず）とは、古系図に分類される源氏物語系図の一つ。現在専修大学図書館に所蔵されているためにこの名称で呼ばれる。

## 概要
阿波国徳島藩主蜂須賀家旧蔵。現専修大学図書館所蔵。この古系図は、勅撰集『新古今和歌集』の撰者の一人であり当時の歌壇で広く活躍した歌人である藤原家隆の筆と伝えられてきたために、「伝藤原家隆筆古系図」と呼ばれることもある。鎌倉時代の書写とみられる比較的書写時期の古い古系図である。『源氏系図』との外題を持つ巻子本一軸の形態を持ち、二重の桐箱入で蓋には「源氏系図　藤原家隆筆」と記されている。料紙・装幀などは美術的な価値も高いものであるとされる。
本系図は、前付や後付が無いため巻名目録や源氏物語のおこりのようなものは含まれておらず、奥書も無く、系譜部分と系譜の不明な人物について列挙した「不入系譜」と呼ばれている部分のみからなる。

## 類似する伝本
本系図で使用している人物呼称について、欠落のある九条家本を除いて諸本と比較すると、正嘉本古系図が最も近く、以下東京大学蔵本、日本大学蔵本、巨細、実秋本、後光厳院本、学習院大学蔵本、為氏本、天文本、為定本、秋香台本、安養尼本の順で近い。それ以外にも系譜部分に収録されている人物の数は213人であることや、巣守三位を始めとする巣守に関する記述を持つこと等は、現在内容を知られている多くの古系図の中では正嘉本と最も近いものであることを示すと考えられるものの、正嘉本と比較すると細かな違いも多く存在するため、単純にどちらかがどちらかを書写したものというような近い関係ではないと考えられている。
なお、藤原家隆筆とされる源氏物語系図はまとまったものは現時点では本写本しか明らかになっていないものの、
- 前田善子のコレクション「紅梅文庫」から弘文莊反町茂雄が買い取った貴重書に含まれていた源氏物語古系図断簡[1][2][注釈 1]
3枚の紙を継いだ巻本1巻。巻末部分と見られる不入系譜の後半部分の僧20人・女50余人・尼4人を内容としている。
- 徳川将軍家に所蔵された名物茶道具を集めた記録である『柳営御物集』（1933年（昭和8年）5月、好日書院、高木文校訂）に「源氏系図　家隆筆　御奥ヨリ出ル」とされる断簡

の存在が指摘されており、これらとの関連の調査の必要性が指摘されている。

## 特徴のある記述
本古系図では、以下のように記述に「不審」（疑義がある）あるいは「僻事」（誤りである）等と述べたりしている場所が全部で9箇所あり、その多くが正嘉本と共通している。その主なものは以下のとおりである。
- 今上帝の子について、現行の源氏物語の本文による限り同一人物である四宮と常陸宮を別々の人物として列挙する[注釈 2]系図があることに触れ、「異本では四宮と常陸宮を別人として扱うが誤りではないか」と批判している。
- 冷泉帝が桐壺帝の子として何番目に記述されているかということについて、公式には橋姫巻において冷泉帝が桐壺帝の第十皇子であるとされている[注釈 3]ことなどから、多くの古系図では桐壺帝の子としては朱雀帝・光源氏・蛍兵部卿宮・宇治八の宮[注釈 4]といった人物よりも後の桐壺帝の子としては最後尾に置かれているが、「即位した人物なのだからもっと前の場所に記述するべきではないか」といった主張を注記している。
- 「源三位」とその三人の子供「頭中将・巣守三位・中君」という計四人の巣守関連の人物記述について、冒頭の源三位の人物注記において「以下四人流布本無し」と記している。

## 記載されている人物の数
本古系図の系譜部分に収録されている人物の数は213人である。この系譜部分に収録されている人物の数を様々な古系図について調べ、人数順に並べてみると以下のようになる。
| 名称                     | 区分             | 収録されている人数 | 備考                                                                   |
| ------------------------ | ---------------- | ------------------ | ---------------------------------------------------------------------- |
| 九条家本古系図           | 九条家本系統     | 117人              | 但し欠損部分を近い系統の古系図で補うと133人から134人であると考えられる |
| 秋香台本古系図           | 九条家本系統     | 133人              |                                                                        |
| 帝塚山短期大学蔵本古系図 | 九条家本系統     | 133人              |                                                                        |
| 吉川本古系図             |                  | 137人              |                                                                        |
| 為定本古系図             | 九条家本系統     | 141人              |                                                                        |
| 国文研本古系図           | 巣守の記述を含む | 163人              |                                                                        |
| 日本大学蔵本古系図       |                  | 174人              |                                                                        |
| 為氏本古系図             |                  | 177人              |                                                                        |
| 東京大学蔵本古系図       |                  | 178人              |                                                                        |
| 実秋本古系図             | 巣守の記述を含む | 179人              |                                                                        |
| 天文本古系図             |                  | 187人              |                                                                        |
| 安養尼本古系図           |                  | 189人              |                                                                        |
| 源氏物語巨細             | 巣守の記述を含む | 189人              |                                                                        |
| 鶴見大学本古系図         | 巣守の記述を含む | 189人              |                                                                        |
| 神宮文庫蔵本古系図       |                  | 191人              |                                                                        |
| 正嘉本古系図             | 巣守の記述を含む | 210人から214人     | 但し東海大学蔵本の現存部分のみだと202人                                |
| 専修大学本古系図         | 巣守の記述を含む | 213人              |                                                                        |
| 学習院大学蔵本古系図     |                  | 215人              |                                                                        |
| 後光厳院本古系図         |                  | 235人              |                                                                        |

この人数を常磐井和子が唱えた「系図に収録されている系譜部分の人数が少ないほど古く原型に近いものである」とする法則に当てはめると、この専修大学本古系図は、増補本系統の代表的な伝本である為氏本古系図の177人よりもはるかに多く、さらには混成本系統の代表的な伝本とされる正嘉本の210人から214人とほぼ同じである。
また系譜の後に列挙される一般には「不入系譜」などと称される系譜の不明な人物の数についても、本系図のこの部分に収録されている人物の数は261人であり、これをいくつかの古系図について比べると以下のようになっており、「不入系譜」部分に掲載された人物のみの人数でも、、系譜部分に記された人物の数と「不入系譜」の人数を併せた全体の人物の数についてもこの専修大学本が古系図諸本の中でも最大級のものである。
| 名称               | 不入系譜の人数 | 内訳                           |
| ------------------ | -------------- | ------------------------------ |
| 秋香台本古系図     | 55人           | 女2人・男14人・僧4人・女35人   |
| 為氏本古系図       | 97人           | 男57人・僧3人・女37人          |
| 為定本古系図       | 104人          | 男61人・僧4人・女39人          |
| 神宮文庫蔵本古系図 | 109人          | 男・僧・女・尼                 |
| 実秋本古系図       | 117人          | 男43人・女66人・僧8人          |
| 天理図書館本       | 125本          | 男・女・尼・僧                 |
| 天文本古系図       | 125本          | 男・僧・女                     |
| 後光厳院本古系図   | 220人          | 男88人・僧16人・女114人・尼2人 |
| 正嘉本古系図       | 252本          | 男100本・僧23人・女129人       |
| 専修大学本古系図   | 261人          |                                |

## 巣守巻関係の記述
本古系図は、巣守巻関係の記述を含むが、同様の巣守巻関係の記述を含む古系図との内容の大きな異同を表にすると以下のようになる。これによると巣守巻関係の記述を含む古系図の中では正嘉本と最も近いものであることを示すと考えられる。
| 名称             | 系譜部分に収録されている範囲 | 源三位と侍従の関係 | 源三位への「以下四人流布本無」の注記 |
| ---------------- | ---------------------------- | ------------------ | ------------------------------------ |
| 国文研本古系図   | 巣守三位の母の系譜などを含む | 同一人物           | 無し                                 |
| 専修大学本古系図 | 巣守三位とその兄弟姉妹のみ   | 兄弟（侍従が兄）   | 有り                                 |
| 正嘉本古系図     | 巣守三位とその兄弟姉妹のみ   | 兄弟（侍従が兄）   | 有り                                 |
| 源氏物語巨細     | 巣守三位とその兄弟姉妹のみ   | 同一人物           | 無し                                 |
| 鶴見大学本古系図 | 巣守三位の母の系譜などを含む | 兄弟（源三位が兄） | 無し                                 |
| 実秋本古系図     | 巣守三位のみ                 | 同一人物           | 無し                                 |
| 系図小鏡         | 巣守三位とその兄弟姉妹のみ   | 同一人物           | 無し                                 |

この他に伝藤原為家筆大島雅太郎旧蔵本や早稲田大学図書館九曜文庫蔵本（江戸時代初期書写・折本1帖）にも巣守関連の記述があるとされているが詳細は不明である。
この他系譜部分には巣守に関連する記述は含まれていないものの、系譜以外の部分で巣守に触れている以下のような古系図が存在する。
- 系図末尾の雑載部分の歌の作者を男女別に挙げた部分で「「桜人」、「狭筵」、「巣守」については歌を入れない」との注記を持つ『源氏古系図』（宮内庁書陵部蔵）
- 巻末に「およそ源氏の物語は天台の六十巻をへうして作るゆへに六十てうなりしを、いかなるにかすもりの巻なといふをのけられたり。それより今の世には五十四てうなり。」との記述を持つ『源氏系図』（岩瀬文庫蔵）
- 「ともにおこなひ給へり、すもりの三位これなれや、みめいつくしくひわたえにひき給へる人とかや」との記述を持つ『源氏抄』（中村俊定教授旧蔵、現早稲田大学図書館蔵）
- 後付けに含まれる巻名目録の夢浮橋の後に「のりのし」、「すもり」、「さくら人」、「ひわりこ」といった巻名をあげ、「これらはつねになし」と付記している。（「為氏本」）

## 翻刻・影印
- 中田武司「（資料編）専修大学図書館蔵伝藤原家隆筆源氏物語系図」紫式部学会編『古代文学論叢 第5輯 源氏物語と女流日記 研究と資料』武蔵野書院、1976年（昭和51年）11月、pp. 295-332。 ISBN 978-4-8386-0064-9
- 中田武司「藤原家隆筆源氏系図 解題」専修大学図書館蔵古典籍影印叢刊刊行会編集『専修大学図書館蔵古典籍影印叢刊 第1期 4 藤原家隆筆源氏系図』専修大学出版局、1980年（昭和55年）5月。 ISBN 4-88125-013-2